# Artillerie portée

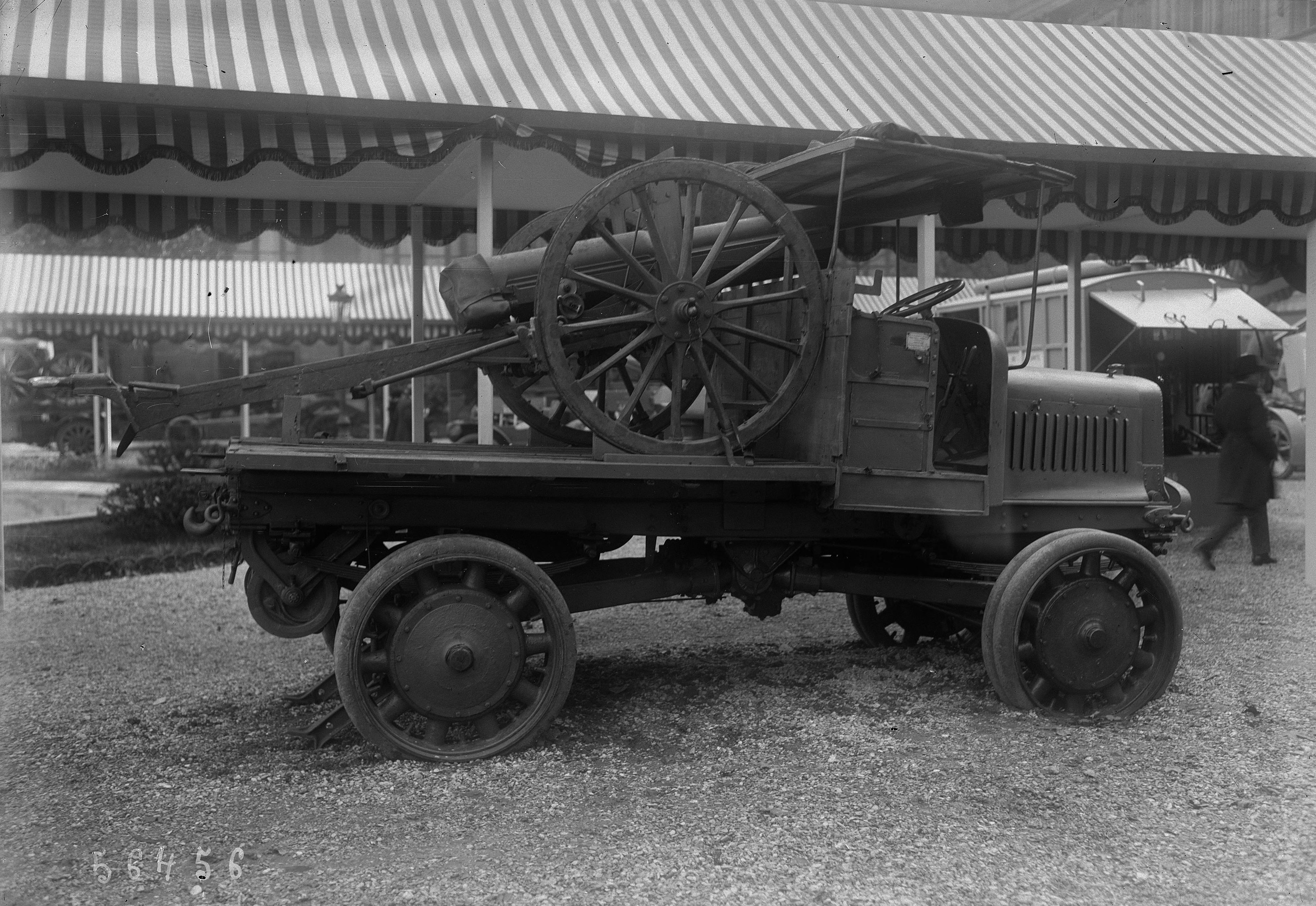
Un canon de 75 porté sur Panhard K13, photographié en 1919.

L'artillerie portée est un type particulier d'artillerie française, apparue pendant la Première Guerre mondiale et également utilisée pendant la Seconde Guerre mondiale. Elle consiste en le transport de pièces d'artillerie sur des camions.

## Historique

### Première Guerre mondiale
En 1915, l'idée est proposée de monter des canons de 75 mm modèle 1897 sur des camions. En effet, les canons de 75, prévus pour la traction hippomobile, ne peuvent rouler à plus de 8 km/h. Les camions testés sont des Saurer B à deux roues motrices puis des Jeffery Quad à quatre roues motrices.
Le 1er juin 1915, deux batteries (31e et 32e) sont créées au 13e régiment d'artillerie de campagne. Le 25 septembre, elles sont rejointes par 33e batterie, ces trois batteries formant le Ve groupe du 13e RAC le 1er octobre. Un VIe groupe est créé le 16 juin 1916. Ces deux groupes forment le 213e régiment d'artillerie de campagne portée, premier de ce type d'unités.
À partir du 1er août 1917, les régiments d'artillerie affectés à l'artillerie de corps d'armée deviennent des régiments d'artillerie portée à trois groupes. En juin 1918, une 5e division est créée dans la réserve générale d'artillerie avec les 18 régiments d'artillerie portée, qui quittent leur rattachement aux corps d'armée. À la fin de la guerre, 34 régiments sont opérationnels et trois en formation.
Lors de la guerre, le principal modèle est le Jeffery Quad (et son successeur Nash Quad), ainsi que le Panhard K13 et le Latil TP, renforcés en 1918 par quelques Saurer type B.

### Entre-deux-guerres

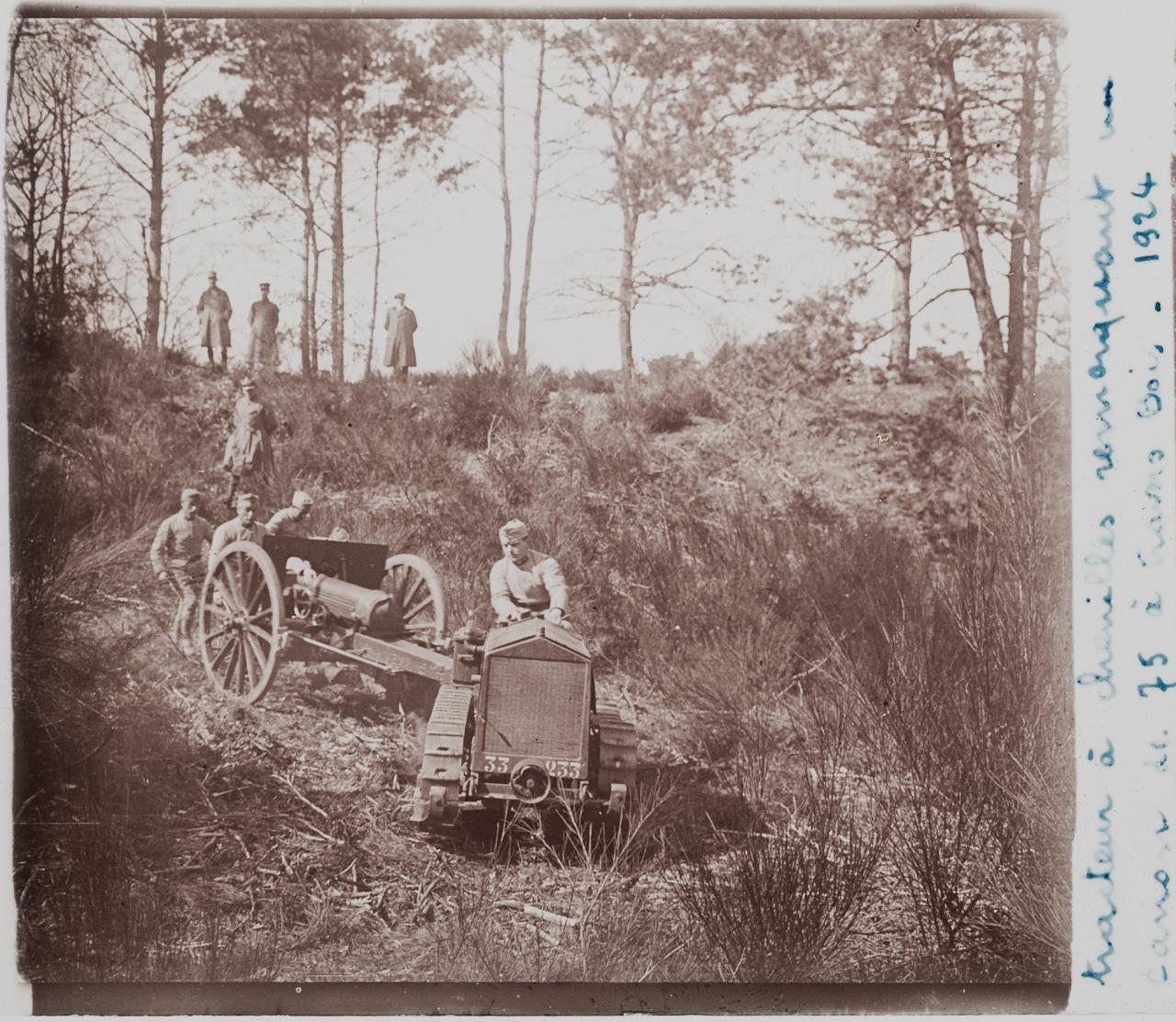
Essai d'un tracteur Cletrac H pour la traction d'un canon de 75 au centre d'instruction automobile de Fontainebleau, 1924.

En 1920, l'Armée française expérimente l'emploi de tracteurs agricoles pour améliorer la mobilité des canons de l'artillerie portée. Ces tracteurs doivent être transportés comme les canons sur le plateau de camions. Pour la traction des canons de 75, une dizaine de tracteurs Cletrac sont livrés en 1921, renforcés par plus d'une centaine d'Ara Alpha Prime à partir de 1923. Le Renault HI est adopté pour la traction des canons de 105 long modèle 1913 et 155 court Schneider. L'Armée recourt également au principe de véhicule primé : elle récompense un modèle de tracteur agricole destiné au marché civil afin de disposer d'une quantité suffisante de tracteurs en cas de réquisition.

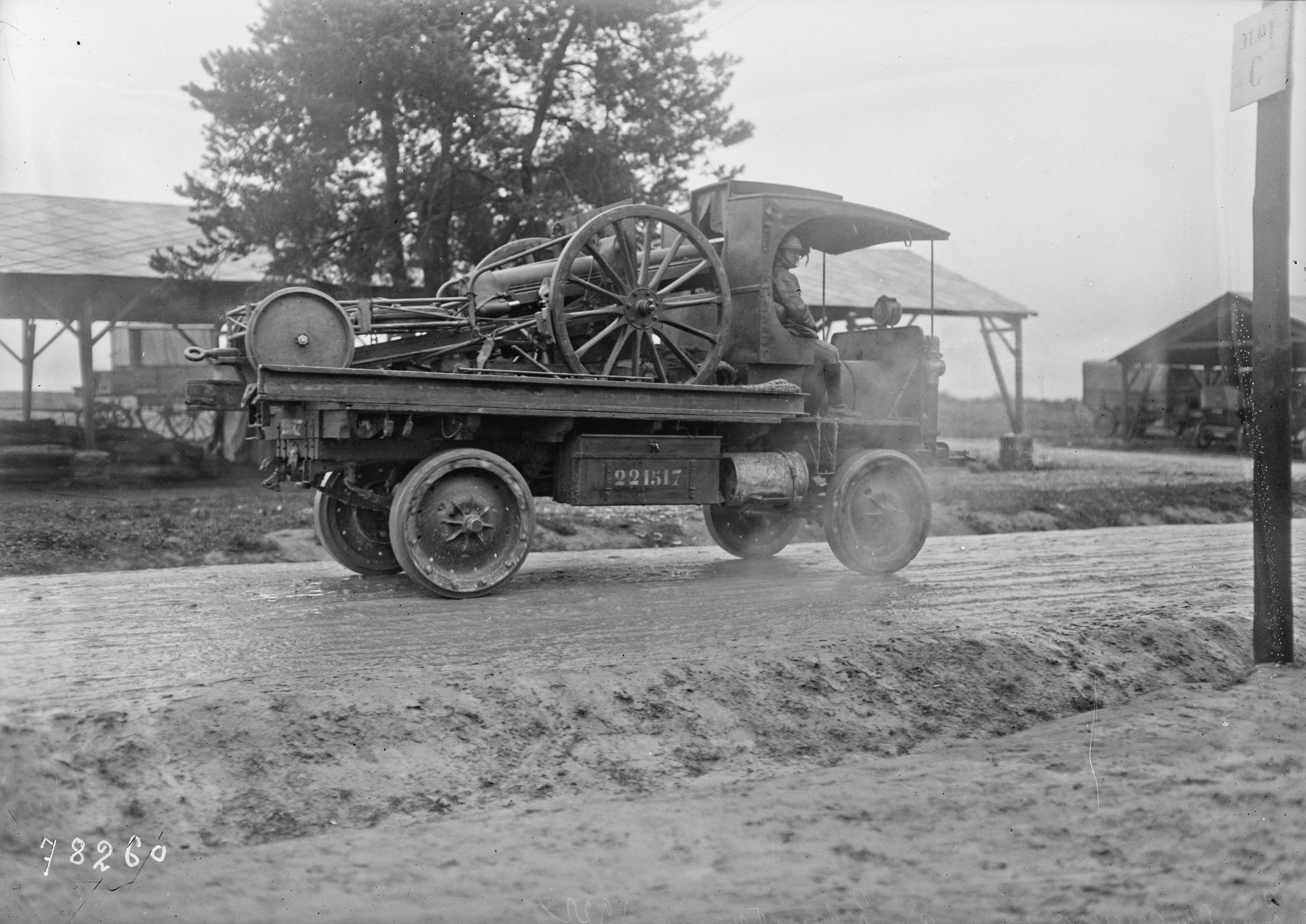
Canon de 75 porté sur un Nash Quad (version améliorée du Jeffery) en 1922.

À partir de 1922, la dotation de camions de l'artillerie portée de 75 est renforcée par des Berliet CBA, plus puissant, recarrossés pour l'emport de canons de 75. À la même date, le camion Pierce-Arrow R de 5 t modèle 1918 est adopté pour l'emport du 155 C et le Saurer B pour celui du 105 L.
Lors de la réorganisation de 1923-1924, les régiments d'artillerie portée sont renumérotés dans la série 300 à 360. Elle est équipée de canons de 75 (série 300 à 340), de  105 L modèle 1913 (série 350) et de 155 C Schneider (série 360),.
Entre 1930 et 1933, les régiments d'artillerie portée de 75 en métropole sont tous transformés en régiments d'artillerie à tracteurs tous-terrains, type Citroën Kégresse, beaucoup plus faciles d'emploi. L'Armée ne compte plus que des régiments d'artillerie lourde portée, à l'exception de quelques canons de 75 portés dans les régiments d'artillerie de région fortifiée et dans les colonies.

### Seconde Guerre mondiale

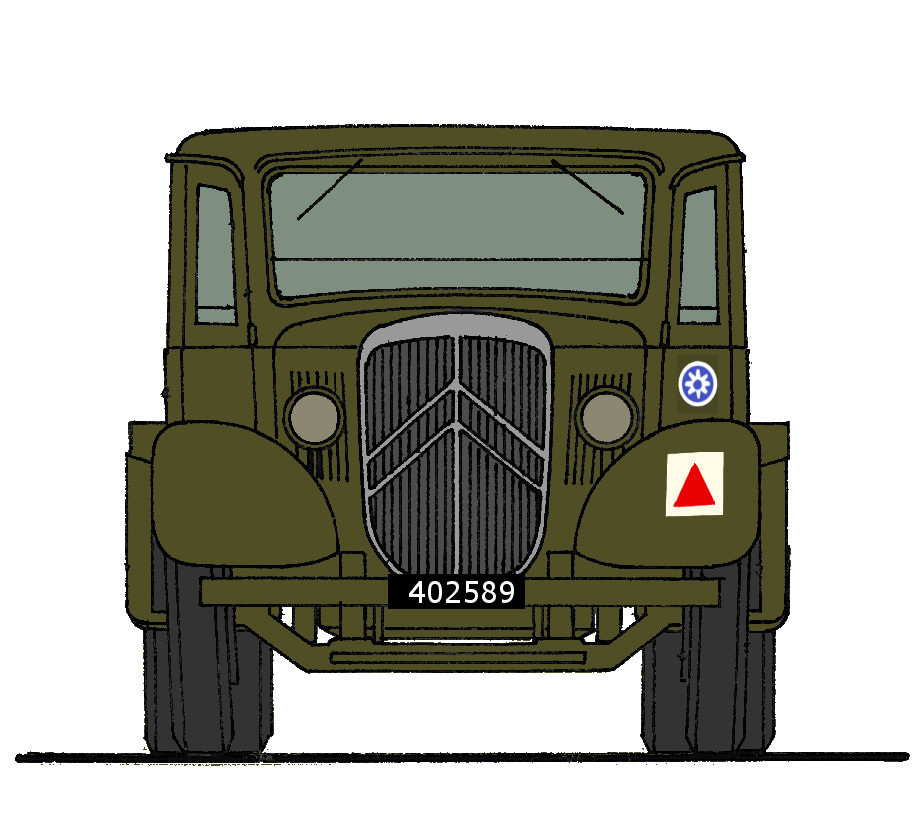
Dessin d'un de réquisition utilisé comme porteur de canon de 75, d'après une photographie de mai 1940.

Au début de la Seconde Guerre mondiale, l'artillerie portée est considérée comme dépassée mais reste en service jusqu'à usure complète de ses matériels. Une vingtaine de régiments d'artillerie portée sont recréés à la mobilisation. Équipés de matériels anciens datant souvent de la guerre précédente, les RAP sont complétés par la réquisition de tracteurs agricoles d'origines diverses. Des camions civils sont également modifiés pour emporter des canons ou des tracteurs agricoles sur leur plateau.
Elle reste également en service dans les colonies, à l'image du canon utilisé lors de la bataille de Koufra par la colonne Leclerc. L'Armée commande 80 Renault AGR 2 porte-canons et porte-tracteurs pour renforcer l'artillerie portée en outre-mer et peut-être également en métropole.
Conscient que l'artillerie portée est dépassée, à cause du temps de mise en batterie des pièces, le commandement militaire lance la transformation des régiments d'artillerie portée en régiments d'artillerie tractée. Les nouveaux tracteurs sont pour partie des tracteurs tous-terrains semi-chenillés (type Unic P107) mais également des camions routiers importés, type Fiat SPA 38 et Studebaker K 25.
La transformation n'étant pas complète en mai 1940, les régiments d'artillerie portée participent néanmoins à la bataille de France. Un régiment comme le 304e RAP parvient à rester apte au combat jusqu'à la mi-juin alors qu'il s'oppose à l'avance allemande depuis le 24 mai 1940 avec son matériel ancien.

## Liste des unités d'artillerie portée

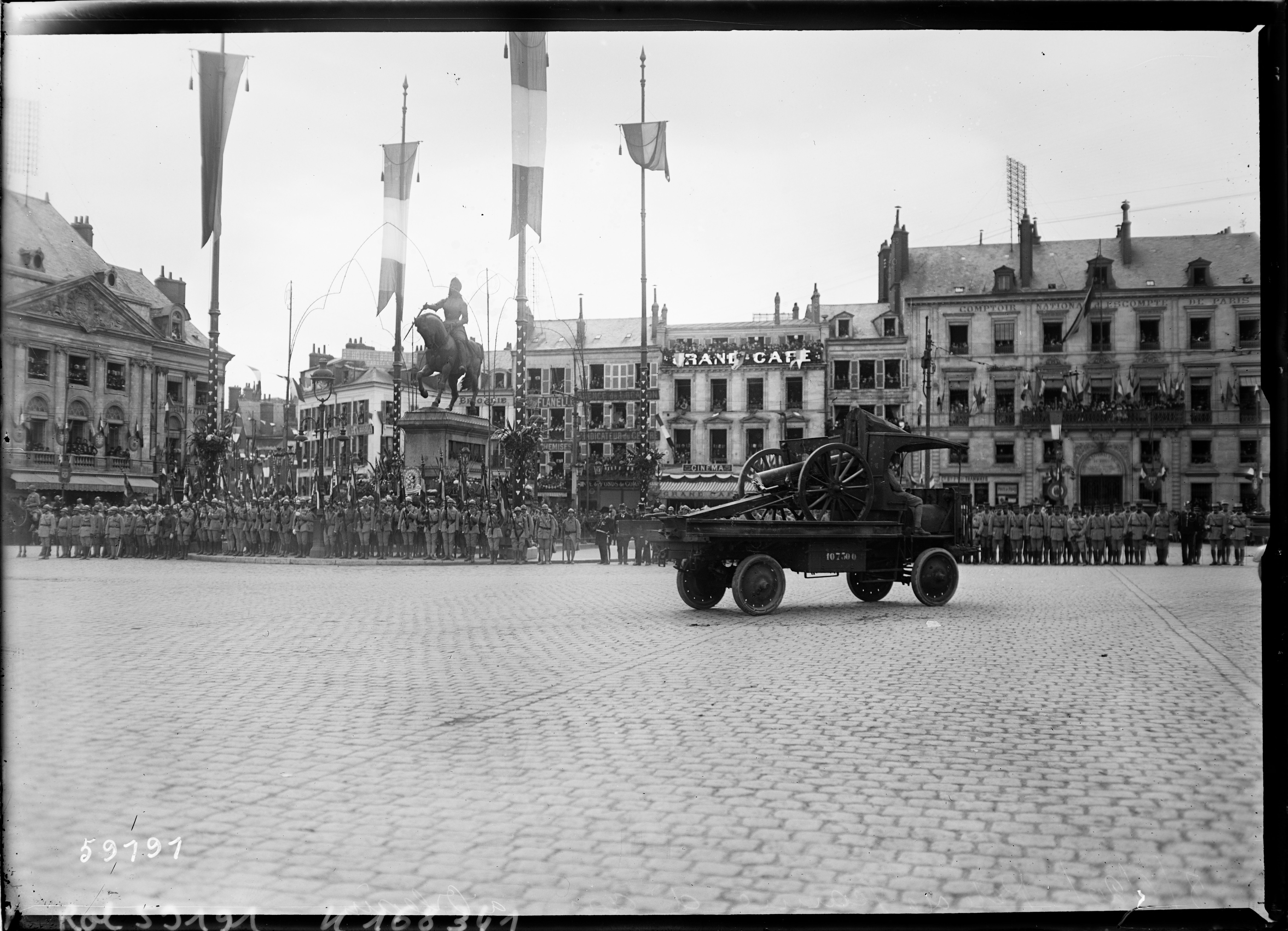
Canon de 75 porté sur un Jeffery du le 8/5/1920 à Orléans.

- 3e régiment d'artillerie coloniale portée (1918-1923, devient 310e RACP)[3],[7]
- 5e régiment d'artillerie de campagne portée (1919-1923, devient 305e RAP)[3]
- 6e régiment d'artillerie de campagne portée (1919-1924)[3]

- 9e régiment d'artillerie de campagne portée (1917-1923, devient 311e RAP)[8],[5]
- 11e régiment d'artillerie de campagne portée (1917-1923, devient 302e RAP)[8],[5]
- Ve et VIe groupes du 13e régiment d'artillerie de campagne (1915-1917, deviennent 213e RACP)[2]
- 14e régiment d'artillerie de campagne portée (1919-1923)[9],[10],[5]
- 23e régiment d'artillerie coloniale portée (1917-1919)[3],[11]
- 28e régiment d'artillerie de campagne portée (1919-1923, forme le 351e RALP)[12],[5]
- 29e régiment d'artillerie de campagne portée (1918-1923, devient 301e RAP)[8],[5]
- 37e régiment d'artillerie de campagne portée (1918-1922)[3],[8]
- 38e régiment d'artillerie de campagne portée (1919-1923)[3]
- 41e régiment d'artillerie de campagne portée (1917-1923)[8],[5]
- 44e régiment d'artillerie de campagne portée (1919-1923, devient 303e RAP)[13],[5]
- 45e régiment d'artillerie de campagne portée (1917-1923, forme le 355e RAP)[8],[5]
- 46e régiment d'artillerie de campagne portée (1917-1923, devient 313e RAP)[14],[5]
- 49e régiment d'artillerie de campagne portée (1917-1923, devient 307e RAP)[8],[5]
- 50e régiment d'artillerie de campagne portée (1919-1923, devient 312e RAP)[3]
- 52e régiment d'artillerie de campagne portée (1919-1923, devient 308e RAP)[15],[5]
- 53e régiment d'artillerie de campagne portée (1919-1923, devient 353e RAP)[16],[5]
- 57e régiment d'artillerie de campagne portée (1918-1923, devient 304e RAP)[8],[5]
- 59e régiment d'artillerie de campagne portée (1918-1923, devient 306e RAP)[8],[5]
- 60e régiment d'artillerie de campagne portée (1917-1923, devient 309e RAP)[8],[5]
- 98e régiment d'artillerie lourde portée (1921-1923, devient 361e RALP)[5],[17]
- 99e régiment d'artillerie lourde portée (1921-1923, devient 363e RALP)[5]
- 201e régiment d'artillerie de campagne portée (1918-1919, fusionne avec le 272e RACP et forme le 52e RACP)[18],[15]
- 203e régiment d'artillerie de campagne portée (1918-1919, devient 50e RACP)[19]
- 206e régiment d'artillerie de campagne portée (1918-1919)[3],[18]

- 211e régiment d'artillerie de campagne portée (1918-1919)[20]
- 212e régiment d'artillerie de campagne portée (1918-1919, fusionne avec le 214e RACP)[9]
- 213e régiment d'artillerie de campagne portée (1917-1919)[20]
- 214e régiment d'artillerie de campagne portée (1918-1919, devient 14e RACP)[10],[9]
- 219e régiment d'artillerie de campagne portée (1918-1919)[20]
- 226e régiment d'artillerie de campagne portée (1917-1919, devient 44e RACP)[13]
- 228e régiment d'artillerie de campagne portée (1918-1919, forme le 28e RACP)[12]
- 229e régiment d'artillerie de campagne portée (1918-1919)[3]
- 238e régiment d'artillerie de campagne portée (1917-1919)[21]
- 246e régiment d'artillerie de campagne portée (1917-1919)[20]
- 247e régiment d'artillerie de campagne portée (1918-1919)[20]
- 250e régiment d'artillerie de campagne portée (1918-1919, fusionne avec le 203e RACP)[19],[20]
- 253e régiment d'artillerie de campagne portée (1918-1919, devient 53e RACP)[16]
- 258e régiment d'artillerie de campagne portée (1918-1919)[20]
- 271e régiment d'artillerie de campagne portée (1918-1919)
- 272e régiment d'artillerie de campagne portée (1917-1919, fusionne avec le 201e RACP et forme le 52e RACP)[15],[20]
- 294e régiment d'artillerie lourde divisionnaire (1939-1940)
- 296e régiment d'artillerie lourde divisionnaire (1939-1940)

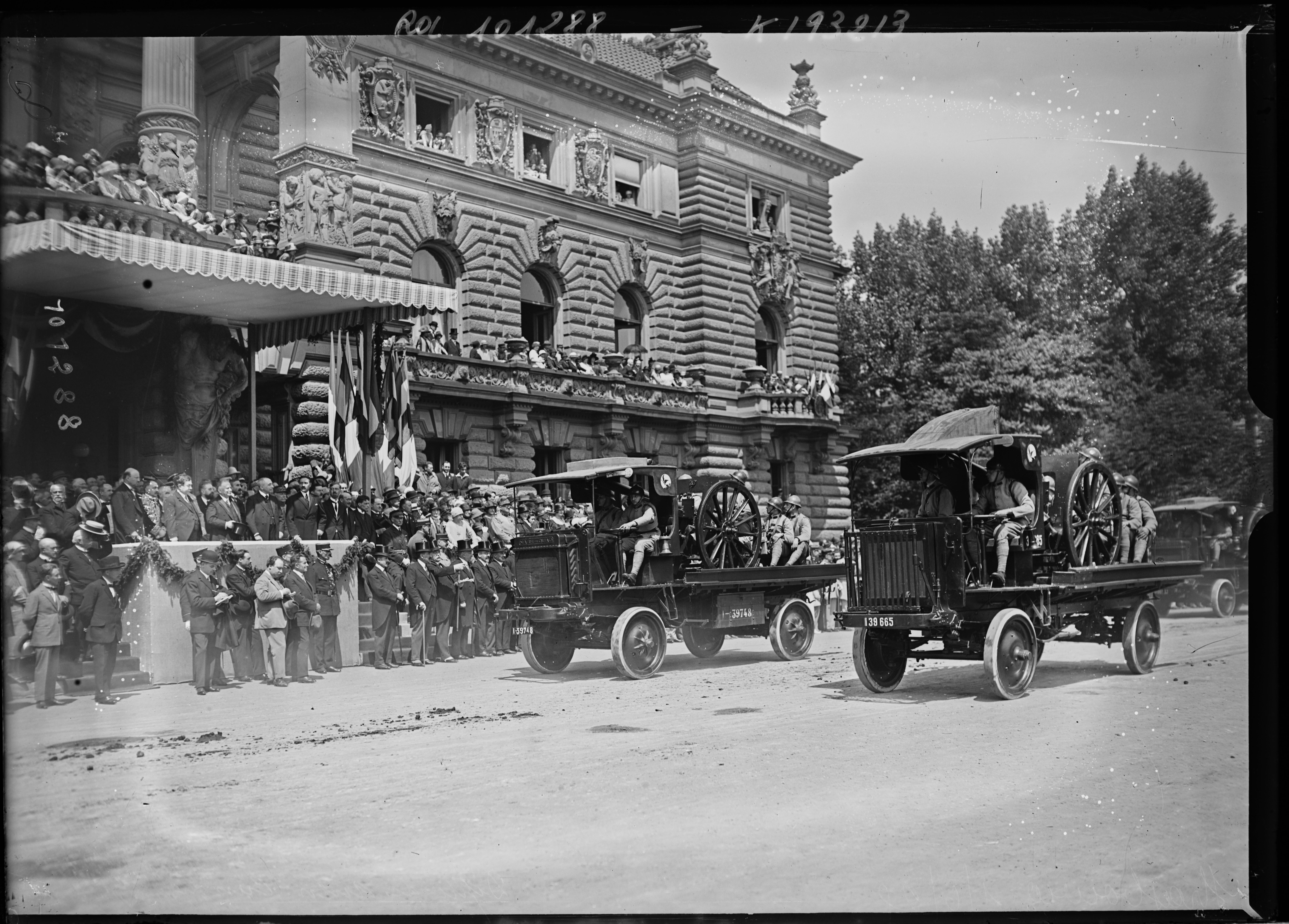
Défilé d'un Jeffery et d'un Nash du portant des canons de 75 à Strasbourg le 1/6/1925.

- 301e régiment d'artillerie portée (1924-1930, 1939-1940, transformé en régiment d'artillerie tractée)
- 302e régiment d'artillerie portée (1924-1933, 1939-1940, transformé en régiment d'artillerie tractée)[3],[5],[6]
- 303e régiment d'artillerie portée (1924-1929, 1939-1940)[5],[6],[22]
- 304e régiment d'artillerie portée (1924-1929, 1939-1940)
- 305e régiment d'artillerie portée (1924-1931)[5],[22]
- 306e régiment d'artillerie portée (1924-1932, 1939-1940)[3],[5],[6]
- 307e régiment d'artillerie portée (1924-1929, 1939-1940, transformé en régiment d'artillerie tractée)
- 308e régiment d'artillerie portée (1924-1929, 1939-1940)[3],[5],[6]
- 309e régiment d'artillerie portée (1924-1930)[5],[22]
- 310e régiment d'artillerie coloniale portée (1924-1929, 1939-1940)
- 311e régiment d'artillerie portée (1924-1929, 1939-1940)[5]
- 312e régiment d'artillerie portée (1924-1926, 1939-1940)[5],[23]
- 313e régiment d'artillerie portée (1924-1929, 1939-1940)[3],[5]
- 314e régiment d'artillerie portée (1939-1940)[6]
- 315e régiment d'artillerie portée (1939-1940)[6]
- 316e régiment d'artillerie portée (1939-1940)[24]
- 317e régiment d'artillerie portée (1939-1940, transformé en régiment d'artillerie tractée)[6]
- 318e régiment d'artillerie portée (1939-1940)[6]
- 320e régiment d'artillerie coloniale portée (1939-1940)
- 321e régiment d'artillerie portée (1940)[6]
- 351e régiment d'artillerie portée (1924-1929, 1939-1940)[5],[24]
- 352e régiment d'artillerie portée (1940)[24]
- 353e régiment d'artillerie portée (1924-1940)[5],[24]
- 355e régiment d'artillerie portée (1924-1940)
- 361e régiment d'artillerie portée (1924-1935, 1939-1940)[5],[24]
- 363e régiment d'artillerie portée (1924-1940)
- 365e régiment d'artillerie portée (1924-1929, 1939-1940)[5],[24]